# 台灣土地開發公司
台灣土地開發股份有限公司，簡稱台開、台灣土地、TLDC，是一家臺灣的不動產開發企業。台開成立於1964年，曾協助蔣中正政府開發30個工業區與多處商辦及住宅。1999年，台開股票上市；2008年，台開的政府持有股份被釋出，並進行董事及監察人改選，邱復生當選董事長。2021年，由原台開董事邱于芸接任董事長，原任董事長邱復生出任集團總裁。 2022年8月4日股票下市。

## 代表作品

### 園區開發案
- 花蓮洄瀾灣園區
- 新埔智能生態園區（雲夢山丘）
- 金門工商休閒園區
- 南投禪主題生態園區[3]

## 業務
- 產業園區開發業務：產業園區代辦及合作開發、住宅土地投資開發、商用土地投資開發等。
- 自有資產開發業務：不動產資產活化策略及銷售管理；自有土地開發新業務評估、休閒生態農業、台灣優良農特產推廣、休閒不動產開發。
- 投資開發業務：臺灣地區各縣市重大土地區段徵收、BOT等新開發案評估與參與。
- 智能建築與智慧商場業務：智慧型影像監控系統、智慧型環境感知監控系統、節能永續智慧型電力管理系統、商品溯源產品履歷管理系統、百年建築建材履歷管理系統等。[1][4][3]

## 事件
- 台灣土地開發公司內線交易案 (2006年)

## 另見
- 大魯閣

## 外部連結
- 官方网站
- 台灣土地開發公司的Facebook專頁
- - 台開訊息中心的商業數據：Google Finance
  - Yahoo! Finance
  - Reuters
  - Bloomberg